# Eriauchenus bourgini
Eriauchenus bourgini es una especie de arácnido perteneciente al género Eriauchenus, dentro de la familia Archaeidae, del orden de las arañas.

## Distribución
La especie se distribuye en Madagascar.

## Taxonomía
Fue descrita científicamente por Jacques Millot en 1948. La descripción original fue publicada en Faits nouveaux concernant les Archaea [Aranéides]. Mémoires De l’Institut Scientifique De Madagascar, número 1, imagen A1, entre las páginas 3 y 14.